# James Francis Edward Keith
The Honourable James Francis Edward Keith (Peterhead, 11 giugno 1696 – Hochkirch, 14 ottobre 1758) è stato un generale scozzese che servì come feldmaresciallo nell'esercito prussiano.
Fervente giacobita, partecipò attivamente al fallito tentativo di restaurazione della dinastia Stuart. In seguito fuggì in Europa dove dimorò in Francia e Spagna, entrando come effettivo nell'esercito spagnolo prima e in quello russo poi. Partecipò alla guerra anglo-spagnola del 1727-29 e a quella russo svedese del 1741-43, ed in quest'ultima si distinte nella campagna di conquista della Finlandia, diventandone il viceré. Fu coinvolto nel colpo di Stato che portò al trono Elisabetta di Russia. Successivamente entrò nell'esercito prussiano sotto Federico II di Prussia e si distinse in diverse campagne militari; morì in battaglia a Hochkirch, durante la Guerra dei Sette Anni

## Origini ed educazione
Nato nel Castello di Inverugie, nei pressi di Peterhead, fu il secondogenito di William Keith, IX conte maresciallo di Scozia, Cavaliere dell'Ordine del Cardo e membro del Privy Council di re Giacomo Francesco Edoardo Stuart. Sua madre, Mary Drummond, era figlia di James Drummond, I duca di Perth e della prima moglie, Lady Jane Douglas, quarta figlia di William Douglas, I marchese di Douglas. I genitori, entrambi di provata convinzione giacobita lo battezzarono in onore di Giacomo II d'Inghilterra.

Sia lui che suo fratello George ebbero come precettore lo storico ed antiquario Robert Keith, ministro episcopale e loro familiare; successivamente il giovane James Francis Edward si iscrisse all'Università di Aberdeen dove si preparò per la professione forense.

## L'adesione alla fazione giacobita e la fuga in Europa
Quando la regina Anna di Gran Bretagna gestì in maniera fallimentare la successione di suo fratello Giacomo al trono di Scozia, ciò provocò il diffondersi di un pesante malcontento tra la popolazione scozzese; come testimonia lo stesso Keith nella sua autobiografia, sia lui che suo fratello si schierarono pubblicamente in favore di Giacomo Stuart, legittimo erede del deposto Giacomo II d'Inghilterra.
Schieratosi con i Giacobiti partecipò alla battaglia di Sheriffmuir e quando John Erskine, XXIII conte di Mar fallì a congiungere le proprie forze con i Giacobiti inglesi e con la fazione cattolica nel sud, Keith comprese che gli sforzi bellici per la causa in favore di Giacomo Stuart erano ormai vani e prossimi alla fine. Questi timori furono confermati quando verso la fine di dicembre 1715 verso Peterhead giunse lo stesso pretendente al trono, Giacomo Stuart, senza alcun esercito al suo seguito, facendo definitivamente crollare le speranze degli scozzesi a lui fedeli. Quando i britannici spinsero alla fuga i Giacobiti scozzesi fino all'isola di Skye, una nave francese giunse in loro soccorso portando a bordo circa un centinaio di ufficiali, tra i quali lo stesso Keith che ebbe così modo di fuggire fino a Saint-Pol-de-Léon, in Bretagna dove, a causa del suo coinvolgimento diretto nella insurrezione giacobita del 1715, Keith fu costretto all'esilio

Dalle coste della Britannia, Keith decise di spostarsi a Parigi, per chiedere aiuto ad alcuni familiari residenti nella capitale francese. Qui ricevette un aiuto in denaro dalla madre di Giacomo Stuart, Maria di Modena, corrispondente a circa 1.000 livre francesi che, aggiunta ad una piccola diaria concessa dallo stesso Giacomo, permisero al giovane Keith di riprendere gli studi universitari. Nel 1717 venne nuovamente arruolato con il grado di colonnello di cavalleria per far parte di un contingente giacobita che, con il supporto di Carlo XII di Svezia, avrebbe dovuto salpare per la Scozia; i piani della spedizione tuttavia vennero scoperti e Keith proseguì i suoi studi. In quello stesso anno egli ebbe modo di incontrare Pietro il Grande al quale offrì i suoi servizi in qualità di militare, che vennero tuttavia rifiutati dal sovrano russo.

## L'insurrezione giacobita del 1719
Nel 1719 Keith venne convinto da suo fratello a lasciare Parigi per la Spagna, con lo scopo di raccogliere fondi in favore della causa giacobita. All'epoca il Regno di Spagna era impegnato nella guerra della Quadruplice Alleanza nel tentativo di insediare re Filippo V sul trono francese. I due fratelli giunsero a Madrid, dove raccolsero denaro per arruolare un contingente militare per Giacomo Stuart, per organizzarne il trasporto fino in Scozia e per comunicare le intenzioni del pretendente ai vari capi giacobiti disseminati in esilio in tutta Europa.

## In Russia
Keith fu tra i primi massoni attivi in Russia, e nel 1734 fu Maestro venerabile di una loggia di San Pietroburgo e nel 1740-41 fu nominato Gran maestro per la Russia dalla Prima gran loggia d'Inghilterra. Prese parte al colpo di Stato che portò al trono Elisabetta di Russia. Fu insignito dell'Ordine di Sant'Andrea.
Durante la guerra russo svedese (1741–1743) fu de facto Viceré di Finlandia, in quanto responsabile delle truppe russe d'occupazione, e in questa qualità convocò gli Stati generali di Finlandia. Nel 1742 gli succedette come governatore generale Johannes Balthasar von Campenhausen.

## Onorificenze
- Ordine di Sant'Andrea
- Ordine dell'Aquila nera